# 中つ国の人物一覧
中つ国の人物一覧（なかつくにのじんぶついちらん）
J・R・R・トールキンの（アルダも含む）中つ国の（人間以外も含む）人物の或る一覧である。
人間やホビットは家名で配列している。たとえば、フロド・バギンズは「バギンズ, フロド」の項に配列している。またヌーメノールの王たちは王を意味する「タル＝」や「アル＝」を除いた名前で配列している。例えば、アル＝ファラゾーンは「ファラゾーン, アル＝」の項に配列している。
中つ国関連の項目の一覧については、中つ国関連の記事の一覧を参照のこと。
| 目次 | 目次 | 目次 | 目次 | 目次 | 目次 | 目次 | 目次 | 目次 | 目次 | 目次 |
| ---- | ---- | ---- | ---- | ---- | ---- | ---- | ---- | ---- | ---- | ---- |
| ア   | イ   | ウ   | エ   | オ   |      | ハ   | ヒ   | フ   | ヘ   | ホ   |
| カ   | キ   | ク   | ケ   | コ   |      | マ   | ミ   | ム   | メ   | モ   |
| サ   | シ   | ス   | セ   | ソ   |      | ヤ   |      | ユ   |      | ヨ   |
| タ   | チ   | ツ   | テ   | ト   |      | ラ   | リ   | ル   | レ   | ロ   |
| ナ   | ニ   | ヌ   | ネ   | ノ   |      | ワ   |      | ヲ   |      | ン   |

## ア
アイウェンディル - アイグノール - アウレ - アガルワイン - アザガール - アゾグ - アタナタール1世 - アタナタール2世 - アタナミア, タル＝ - アダンエゼル - アドゥーナホール, アル＝ - アドラヒル - アドラヒル2世 - アナーリオン - アナーリオン, タル＝ - アナイレ - アナルディル - アバッターリク, アル＝ - アマンディル - アマンディル, タル＝ - アムディーア - アムラス - アムロス - アムロド - アラヴィア - アラグラス - アラゴルン1世 - アラゴルン2世 - アラソルン1世 - アラソルン2世 - アラターリエル - アラタール - アラドール - アラヌイア - アラハエル - アラハド - アラッスイル - アリエン - アルヴェドゥイ - アルウェン - アルカリン, タル＝ - アルゲレブ1世 - アルゲレブ2世 - アルゴヌイ - アルダミン, タル＝ - アルダリオン, タル＝ - アルダロン - アルドール - アルミナス - アレゼル - アロス - アンカラゴン - アンカリメ, タル＝ - アンカリモン, タル＝ - アングマールの魔王 - アングロド - アンドゥカル, タル＝ - アンドラスト - アンドレス - アンナイル - アンナタール - アンファウグリア

## イ
イシルドゥア - イシルメ - イシルモ - イドリル - イブン - イムラヒル - イルーヴァタール - イルマレ - イルモ - イングウェ - イングロール - インジラドゥーン, アル＝ - インジルベース - インディス

## ウ
ヴァイレ - ヴァーナ - ウアウェン - ヴァニメルデ, タル＝ - ヴァラカール - ヴァランディル - ヴァランドゥア - ヴァルダ - ヴァルダミア・ノーリモン - ヴィドゥガヴィア - ヴィドゥマヴィ - ウイネン - ヴィンヤリオン - ヴォロンウェ - ヴォロンディル - ウグルク - ウフサク - ウルドール - ウルフ - ウルファスト - ウルファング - ウルモ - ウルワルス - ウンゴリアント - ウンドーミエル - ウンバールダキル

## エ
エアルウェン - エアルニル - エアルニル1世 - エアルニル2世 - エアルヌア - エアレンディル - エアレンディル (ゴンドール) - エアレンドゥア - エオウィン - エオセオド - エオメル - エオル (Eöl) - エオル (Eorl), 青年王 - エオンウェ - エガルモス - エクセリオン - エクセリオン1世 - エクセリオン2世 - エステ - エステルモ - エメリエ - エメルディア - エルウィング - エルウェ - エルケンブランド - エル・シンゴル - エルダリオン - エルフヴィネ - エルベレス - エルモ - エルラダン - エルリーン - エルレード - エルロス - エルロヒア - エルロンド - エレッサール - エレンウェ - エレンディス - エレンディル - エレンディル, タル＝ - エレンドゥア

## オ
オイン - オーリ - オストヘア - オッセ - オルウェ - オローリン - オロドレス - オロドレス (執政) - オロフェア - オロメ - オンドヘア

## カ
ガーン＝ブリ＝ガーン - ガラドール - ガラドリエル - カランシア - カリオン, タル＝ - カリメフタール - ガルドール - カルハロス - カルマキル, タル＝ - カレンベル - ガンダルフ

## キ
キアヤタン, タル＝ - キアヤヘア - キアヤンディル - キーアダン - キーム - キーリ - 木の鬚 - ギミルゾール, アル＝ - ギミルハード - ギムリ - ギャムジー, サムワイズ - ギャムジー, ハムファスト - キリオン - ギリオン - ギル＝ガラド - ギルドール - ギルライン - ギングリス

## ク
グウィンドール - グラウルング - グラム - グランヒーア - グリマ - グリシュナッハ - グリンボルド - クルフィン - クルニーア - グローイン - グロールフィンデル - グローレゼル - グワイヒア - グワシア - グンドール

## ケ
ケメンドゥア - ゲルミア - ケレゴルム - ケレブリーアン - ケレブリンボール - ケレボルン

## コ
ゴールドベリ - ゴクリ - ゴスモグ (第一紀) - ゴスモグ (第三紀) - ゴルサウア - ゴルバグ - ゴルフィンブール - ゴルリム

## サ
サウロン - サウロンの口 - サカルソール, アル＝ - サックヴィル＝バギンズ, ロベリア - サックヴィル＝バギンズ, ロソ - ザミーン - サルマール - サルマン

## シ
シェロブ - しだ家のビル - ジムラソーン, アル＝- ジムラフェル, アル＝ - シャグラト - シルマリエン - シンゴル - シンゴルロ

## ス
水中の監視者 - スーリオン, タル＝ - スカサ - スマウグ - スメアゴル - スライン1世 - スライン2世 - スランドゥイル - スロール

## セ
セオデン - セオドウィン - セオドレド - センゲル

## ソ
ソロント - ソロンドール

## タ
ダイロン - ダーイン1世 - ダーイン2世

## テ
デアゴル - ディオル - ディオル (執政) - ディース (トールキン) - ティヌーヴィエル - ティリオン - デオル - デオルヴィネ - デネソール (第一紀) - デネソール1世 - デネソール2世 - テルハール - テルメフタール - デルンヘルム - テレムナール - テレムナール, タル＝ - テレンマイテ, タル＝

## ト
トゥアゴン - トゥアゴン (執政) - トゥーリン - トゥーリン1世 - トゥーリン2世 - トゥオル - トゥック, ペレグリン - トゥランバール - ドゥリン - ドゥリン2世 - ドゥリン3世 - ドゥリン4世 - ドゥリン5世 - ドゥリン6世 - ドゥリン7世 - ドゥリンの禍 - トゥルカス - ドーリ - トーリン1世 - トーリン・オーケンシールド - 飛蔭 - トム・ボンバディル - ドラウグルイン - ドワーリン

## ナ
ナーモ - ナイン - ナイン1世 - ナイン2世 - ナハール - ナルヴィ (トールキン) - ナルマキル1世 - ナルマキル2世

## ニ
ニエノール - ニエンナ - ニーニエル - ニムロス - ニムロデル

## ネ
ネアダネル - ネッサ

## ノ
ノーム - ノーリ

## ハ
バタバー, バーリマン - バーリン - バウグリア - バギンズ, バルボ - バギンズ, バンゴ - バギンズ, ビルボ - バギンズ, フロド - 馳夫 - ハドル - ハドル (執政) - ハムール - バラグンド - バラヒア - バラヒア (執政) - バラン - パランティア, タル＝ - ハルダール - ハルダド - ハルダン - ハルディア - ハルディア (ローリエン) - バルド - ハルミア - ハルラス - パルランド - ハレス (Haleth) - ハレス (Hareth) - ハンディア

## ヒ
ヒアゴン - ビフール - ヒャルメンダキル1世 - ヒャルメンダキル2世 - ビヨルン

## フ
ファラゾーン, アル＝ - ファラッシオン, タル＝ - ファラミア - フアン - フィーリ - フィナルフィン - フィンウェ - フィンゴルフィン - フィンゴン - フィンドゥイラス - フイヌア - フィンドゥイラス (ドル・アムロス) - フィンロド・フェラグンド - フーリン - フーリン1世 - フーリン2世 - フェアノール - フェラローフ - フェンゲル - フオル - フォルクヴィネ - ブッカ (沢地の) - ブランディア - ブランディバック, ゴーマドック - ブランディバック, メリアドク - ブランディバック, プリムラ - ブランド - ブランド2世 - ブリッタ - フレア - フレアヴィネ - フレカ - ブレゴ - ブレゴール - ブレゴラス - ブロッダ - フンディン

## ヘ
ベアギル - ベオル - 蛇の舌 - ベルーシエル王妃 - ヘルカルモ - ヘルヌーメン, タル＝ - ヘルム, 槌手王 - ヘルモール - ベレグ (Beleg) - ベレグ (Bereg) - ベレクソール1世 - ベレクソール2世 - ベレグンド - ベレゴンド - ベレン - ベレン (執政) - ペレンドゥア

## ホ
ボール - ホスタミア, タル＝ - ボフール - ボルグ - ボルジャー, フレデガー - ボロミア - ボロミア (執政) - ボロン - ボロンディア - ボンブール

## マ
マイアール - マイグリン - マイズロス - マウフル - マグロール - マゴル - マハタン - マブルング - マラハ (Malach) - マラハ (Marach) - マルロール - マンウェ

## ミ
ミーム - ミーリエル - ミスランディア - ミナスティア, タル＝ - ミナルカール - ミナルディル - ミンヤトゥア, タル＝

## ム
ムズガッシュ

## メ
メネルディル - メネルドゥア, タル＝ - メリアン - メルコール

## モ
モリネフタール - モルウェン - モルゴス

## ヤ
ヤーヴィエン - ヤヴァンナ - 柳じじい

## ユ
雪の鬣

## ラ
ラグドゥフ - ラダガスト - ラライス

## リ
リーアン

## ル
ルーシエン - ルーミル - ルグドゥシュ

## レ
レオド - レオファ - レゴラス - レンウェ

## ロ
ロアーク - ローメスターモ - ローメンダキル1世 - ローメンダキル2世

## ワ
ワルダ